# Consejo (Guayanilla)
Consejo es un barrio ubicado en el municipio de Guayanilla en el estado libre asociado de Puerto Rico. En el Censo de 2010 tenía una población de 886 habitantes y una densidad poblacional de 225,95 personas por km².

## Geografía
Consejo se encuentra ubicado en las coordenadas 18°3′16″N 66°48′51″O / 18.05444, -66.81417. Según la Oficina del Censo de los Estados Unidos, Consejo tiene una superficie total de 3.92 km², de la cual 3.92 km² corresponden a tierra firme y (0.07%) 0 km² es agua.

## Demografía
Según el censo de 2010, había 886 personas residiendo en Consejo. La densidad de población era de 225,95 hab./km². De los 886 habitantes, Consejo estaba compuesto por el 81.94% blancos, el 7.79% eran afroamericanos, el 1.02% eran amerindios, el 6.77% eran de otras razas y el 2.48% pertenecían a dos o más razas. Del total de la población el 99.66% eran hispanos o latinos de cualquier raza.